# Johannes Haurelius
Johannes Haurelius, född 1624 i Skedevi församling, Östergötlands län, död 1666 i Gryts församling, Östergötlands län, var en svensk präst.

## Biografi
Johannes Haurelius föddes 1624 i Skedevi församling. Han var son till bonden Olof på Torstorp. Haurelius blev 8 januari 1641 student vid Uppsala universitet och 1650 rektor vid Söderköpings trivialskola. Den 10 juli 1657 blev han kyrkoherde i Gryts församling, tillträde 1658. Haurelius avled 1666 i Gryts församling.

### Familj
Haurelius gifte sig med Sara Pihl. Hon var dotter till kyrkoherden Benedictus Johannis och Karin Jonsdotter i Skedevi församling. De fick tillsammans barnen Catharina Haurelius som var gift med kyrkoherden Samson Marci i Gryts församling och Samuel Haurelius.